# Ikebdanen
Los ikebdanen o kebdana (en rifeño:  ⵉⴽⴱⴷⴰⵏⴰⵏ Ikebdanen o también ⵉⵛⴱⴷⴰⵏⴰⵏ Ishebdanen; en árabe dariya, كبدانا Kebdana) es una tribu bereber rifeña situada al este de la ciudad de Nador, en la región del Rif, al noreste de Marruecos. Los ikebdanen están bordeados al oeste por los ikeraayen, también rifeños, y al este por los Ait Iznassen, en la provincia de Berkán. Al igual que el resto de tribus rifeñas, esta es de origen zenata.

## Historia
En el siglo X, el geógrafo árabe Al-Bakri menciona la presencia de los ikebdanen en el extremo oriental del Rif.
Los ishebdanen tienen reputada fama de guerreros. Son los primeros rifeños en levantarse contra las incursiones coloniales de los españoles durante la batalla de Lehdara en 1893, mucho antes de la guerra del Rif.
También participaron en la guerra del Rif junto a Abd El Karim Al Jattabi.

## Ciudades
Las principales ciudades de los ikebdanen son:
- Qaryat Arakmán
- Ras El Ma
- Ait Mhand
- Ihedrawiyen